# Christian Goudineau
Pour les articles homonymes, voir Goudineau.
Christian Goudineau, né le 5 avril 1939 à Neuilly-sur-Seine et mort le 9 mai 2018 à Clamart,, est un archéologue et historien français.
Professeur émérite au Collège de France, il y fut titulaire de la chaire des Antiquités nationales de 1984 à 2010.

## Biographie
Normalien (promotion 1959), agrégé de lettres classiques en 1962, Christian Goudineau est membre de l'École française de Rome de 1965 à 1968. En 1968, il est nommé assistant, puis chargé d'enseignement puis professeur à l'université de Provence (Aix-en-Provence) en « antiquités nationales ».
En 1975, il soutient une thèse de doctorat d'État intitulée Les fouilles de la Maison au Dauphin à l'université Paris 1. De 1975 à 1979, il est nommé directeur de l'UER « Lettres » de l'université de Provence. Il quitte cette université en 1984, date de son élection au Collège de France.
De 1969 à 1982, il est directeur des Antiquités historiques de Côte d'Azur et, à partir de 1978, membre du Conseil supérieur de la recherche archéologique.
De 1985 à 1994, il est directeur de l'Unité propre de recherche du CNRS « Gallia - Gallia Préhistoire » et, entre 1992 et 1995, président du Comité de l'archéologie du CNRS et en 1997, membre du Conseil d'administration de l'École du Louvre.
De 1985 à 2001, il préside le conseil scientifique du Centre européen du Mont-Beuvray.
Il est mort le 9 mai 2018, à Clamart.

### Professeur au Collège de France
Christian Goudineau est élu au Collège de France en 1984. Il y occupe alors la chaire des Antiquités nationales (il y donnera ses enseignements jusqu'à sa retraite en 2010). La chaire des Antiquités nationales fut créée en 1905 par Camille Jullian, qui, le premier, voulut ancrer l'histoire de la Gaule dans l'enseignement supérieur. Albert Grenier (de 1935 à 1948), puis Paul-Marie Duval (de 1964 à 1982) lui succédèrent.
En reprenant la chaire, Goudineau s'est assigné deux missions :
- Tenter de faire avancer l'analyse et la réflexion sur des sujets qui mettent en relation la Gaule et notre monde actuel. Que veut dire « la Gaule », comment est-elle née, qu'était-elle ? Quel fut le rôle du conquérant (César) ? Comment se sont créés des mythes, des images, des héros ?
- Faire connaître les découvertes récentes, à partir des chantiers, des publications ou des expositions, faire venir dans les séminaires les responsables des principales opérations archéologiques et inviter des chercheurs étrangers spécialistes du « monde celtique »[8].

## Publications

### Ouvrages
- Le Procès de Valérius Asiaticus, Éd. Actes Sud, 2011 (roman)
- Rites funéraires à Lugdunum (avec Jacques Lasfargues), Éd. Errance, 2009 (catalogue d'exposition)
- Le camp de la flotte d'Agrippa à Fréjus (avec Daniel Brentchaloff), Éd. Errance, 2009
- Unité 64, Éd. Actes Sud, 2007 (théâtre)
- En survolant la Gaule (avec Frédéric Lonctho), Éd. Errance, 2007
- Religion et société en Gaule (avec Jean-Louis Brunaux, Dominique Garcia et Bernard Lambot), Éd. Errance, 2006
- Le Voyage de Marcus : les tribulations d'un jeune garçon en Gaule romaine, Éd. Actes Sud, 2005 (roman)
- L'Enquête de Lucius Valérius Priscus, Éd. Actes Sud / Errance, 2004, rééd. Poche Babel 2007 (roman)
- Les Empereurs de Rome : d'Auguste à la tétrarchie, Éd. Errance, 2004 (beaux-arts)
- Par Toutatis ! que reste-t-il de la Gaule ?, Éd. Seuil, 2002
- Le Dossier Vercingétorix, Éd. Actes Sud / Errance, 2001, rééd. Poche Babel 2009
- César et la Gaule, Éd. Seuil, coll Points, 1990, rééd. 2000
- Regard sur la Gaule, Éd. Errance, 1998, rééd. 2000
- Vaison-la-Romaine (avec Yves de Kisch), Éd. Errance, 1999
- Bibracte et les Eduens : à la découverte d'un peuple gaulois, Éd. Errance, 1993, 207 pages, Coll. Hauts lieux de l'histoire
- De Lascaux au Grand Louvre : archéologie et histoire en France, avec Jean Guilaine, Éd. Errance, 1991 (écrits sur l'art)  (ISBN 2877720470)
- Aux origines de Lyon, Circonscription des Antiquités historiques Rhône-Alpes (Document d'archéologie en Rhône-Alpes), Lyon, 1989 (direction d'ouvrage).
- Les fouilles de la Maison au Dauphin. Recherches sur la romanisation de Vaison-la-Romaine, XXXVIIe supplément à Gallia, CNRS, Paris, 1979.
- La céramique arétine lisse. Fouilles de l'Ecole française de Rome à Bolsena (Poggio Moscini - 1962 - 1967) (Tome 4), MEFR Suppl. 6, Rome, 1968.

### Articles
- Ιεραι Τραπεζαι, Mélanges d'archéologie et d'histoire de l'École française de Rome, 79-1, 1967, p. 77-134 Lire en ligne sur Persée.
- "Céramique arétine à reliefs de Bolsena", Mélanges d'archéologie et d'histoire de l'École française de Rome, 80-1, 1968, p. 167-200 Lire en ligne sur Persée.
- "Le statut de Nîmes et des Volques Arécomiques", Revue archéologique de Narbonnaise, 9, 1976, p. 105-114. Lire en ligne sur Persée.
- "Sur un mot de Cicéron ou Avignon et le domaine de Marseille", dans L'Italie préromaine et la Rome républicaine. I. Mélanges offerts à Jacques Heurgon, Rome, École Française de Rome, 1976, p. 325-332 Lire en ligne sur Persée.
- "Note sur la céramique commune grise gallo-romaine de Vaison-la-Romaine", Revue archéologique de Narbonnaise, 10, 1977, p. 153-169 .
- "La céramique arétine", dans Céramiques hellénistiques et romaines. Tome 1, Besançon, Université de Franche-Comté, 1980, . 123-134 en ligne sur Persée.
- " Note sur la fondation de Lyon", Gallia, 44-1, 1986, p. 171-173 Lire en ligne sur Persée.
- avec Michel Christol, "Nîmes et les Volques Arècomiques au Ier siècle avant J.-C.", Gallia, 45, 1987, p. 87-103 Lire en ligne sur Persée.
- "Les provinces de Gaule. Problèmes d'histoire et de géographie", dans Mélanges Pierre Lévêque. Tome 5 : Anthropologie et société, Besançon, Université de Franche-Comté, 1990, p. 161-176 Lire en ligne sur Persée.
- "La Guerre des Gaules et l'archéologie", Comptes rendus des séances de l'Académie des Inscriptions et Belles-Lettres, 135-4, 1991, p. 641-653 Lire en ligne sur Persée.
- "Le gutuater gaulois : idéologie et histoire", Gallia, 60, 2003, p. 383-387 Lire en ligne sur Persée.
- "L’archéologie préventive", La Lettre du Collège de France, Collège de France, Paris, mars 2009, p. 38-40Lire en ligne.

## Distinctions

### Décoration
- Officier de la Légion d'honneur (1998)

### Récompenses
- Première médaille des Antiquités nationales décernée par l'Académie des inscriptions et belles-lettres (1980)
- Grand prix national d'archéologie décerné par le ministère français de la Culture (1981)
- Docteur honoris causa de l'université de Bologne en Italie (2008)